# William Preble Hall
Pour les articles homonymes, voir Hall.
William Preble Hall (11 juin 1848 - 14 décembre 1927) est un Brigadier Général (Général de brigade) de l'armée de terre américaine (US Army) qui a reçu la Medal of Honor (médaille d'honneur) pour sa bravoure au combat le 20 octobre 1879 près de la White River dans le Colorado. Diplômé de West Point en 1868, il sert dans l'armée jusqu'à sa retraite en 1912.

## Biographie

### Carrière militaire
Nommé à West Point par l'État du Missouri, il en sort diplômé en 1868. Il est d'abord affecté au 19e régiment d'infanterie (19th Infantry). Il sert ensuite dans la 5e cavalerie (5th Cavalry), unité dans laquelle il reçoit la Medal of Honor (médaille d'honneur). Il sert principalement sur la frontière occidentale jusqu'à la guerre hispano-américaine. C'est au cours d'une bataille avec des Indiens hostiles, alors qu'il commandait une équipe de reconnaissance près d'un camp sur la White River (Colorado), le 28 octobre 1879, qu'il fut cité pour la Medal of Honor. Hall s'est porté au secours d'un collègue officier qui était entouré d'environ 35 guerriers. Il reçoit la médaille le 18 septembre 1897.
Il sert également à Porto Rico en 1899-1900. Il est nommé adjudant-général de l'Armée de terre américaine le 17 février 1912 et prend sa retraite le 11 juin 1912.
Membre de plusieurs équipes de tireurs d'élite (distinguished Army marksmanship) de l'US Army entre 1879 et 1892, il remporte des médailles dans toutes les équipes, au tir à la carabine et au revolver. Alors qu'il est colonel et adjudant-général adjoint, Hall est l'auteur du livre "How to Shoot a Revolver" (Kansas City : Hudson-Kimberly, 1901, Ray Riling 1522). La préface de l'auteur est datée du 24 décembre 1895.

#### Citation pour la Médaille d'honneur
Son grade et son organisation : Premier lieutenant, 5e cavalerie américaine. Lieu et date : près du camp de White River, Colo, 20 octobre 1879. Entré en service à : Huntsville, Mo. Naissance : Randolph County, Mo : Comté de Randolph, Mo. Date de délivrance : 18 septembre 1897.
Citation
Avec un groupe de reconnaissance de 3 hommes, a été attaqué par 35 Indiens et s'est exposé plusieurs fois pour attirer le feu de l'ennemi, donnant à son petit groupe l'occasion de répliquer avec beaucoup d'efficacité.

### Vie privée
Hall est né dans le Comté de Randolph, dans le Missouri.
Il épouse Mme Terese Blackburn (1868-1943), fille du sénateur Joseph Clay Stiles Blackburn du Kentucky. Ils ont eu une fille qui est morte dans son enfance, Terese Preble Hall (1894-1899). Sa femme et sa fille Terese sont enterrées avec lui dans la section 1 du cimetière national d'Arlington. Ils eurent deux autres enfants qui atteignirent l'âge adulte, Blackburn Hall, diplômé de West Point et ancien major de l'armée régulière, de Los Angeles, en Californie, et Octavia Preble Hall (1900-1981), qui prit plus tard le nom de Terese, et épousa le colonel Percy McCay Vernon, de l'armée régulière, d'Amite, en Louisiane.

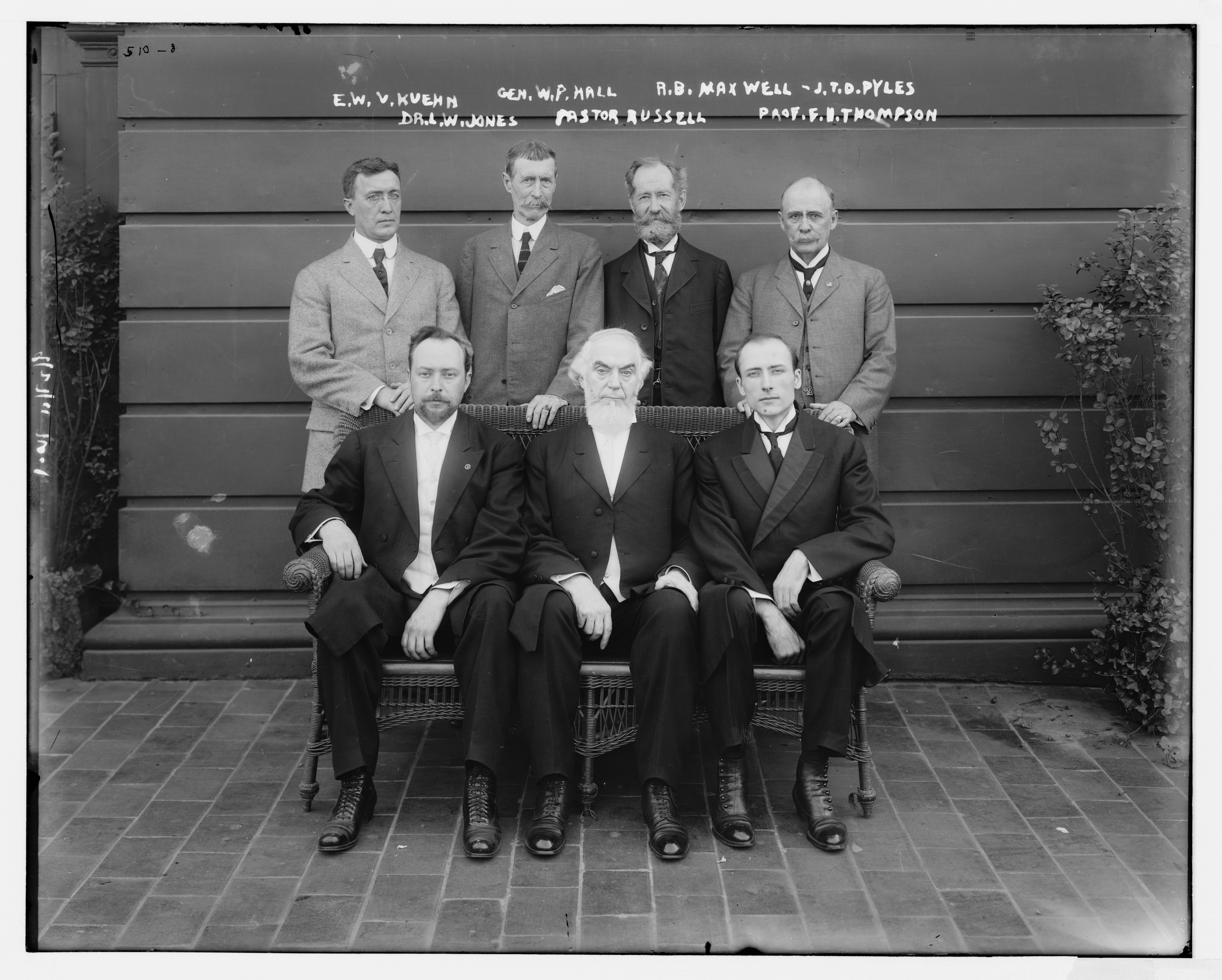
Le "Comité d'enquête sur les missions" de l'IBSA en 1911
Assis Charles Taze Russell

Hall a été associé à l'Association internationale des étudiants de la Bible (International Bible Students Association - IBSA) pendant plusieurs années avant sa mort. En septembre 1911, l'IBSA nomma un " Comité d'enquête sur les missions ", présidé par Charles Taze Russell, pour se rendre au Japon, en Chine, aux Philippines et en Inde afin de faire des recommandations sur les futurs efforts et dépenses missionnaires, et le général Hall était l'un des sept membres du comité,. Dans le numéro du 15 avril 1912 du Watch Tower, le texte suivant fut publié au-dessus des signatures de l'" Adj.-Gén. W. P. Hall " et des autres membres du comité :
Les messieurs qui ont fait partie de ce comité sont tous des étudiants sérieux de la Bible. On peut juger de leur zèle dans le cadre de cette enquête par le fait qu'ils ont non seulement payé leurs propres dépenses, mais aussi celles du pasteur Russell et de tous les secrétaires. Ces messieurs s'intéressent depuis longtemps à la propagation de l'Évangile, tant dans leur pays qu'à l'étranger.
En parlant de l'ensemble du comité, l'histoire officielle des Témoins de Jéhovah dit :
"Partout où ils allaient, ils parlaient du dessein de Dieu d'apporter des bénédictions à l'humanité par le biais du Royaume messianique. Parfois, leur auditoire était peu nombreux, mais aux Philippines et en Inde, ils étaient des milliers".
Le Comité a présenté son rapport lors d'une réunion tenue le 31 mars 1912 à l'Hippodrome de New York, à laquelle ont assisté 5 200 personnes et qui était présidée par Joseph F. Rutherford, futur président de la Watch Tower Society.
Le général Hall était membre de l'Ordre des guerres indiennes des États-Unis (Order of the Indian Wars of the United States).

## Décorations
- - Medal of Honor
- - Indian Campaign Medal
- - Spanish War Service Medal
- - Army of Puerto Rican Occupation Medal
- - Philippine Campaign Medal

## Source
- (en) Cet article est partiellement ou en totalité issu de l’article de Wikipédia en anglais intitulé « William Preble Hall » (voir la liste des auteurs).

(en)  Cet article contient du texte publié par le United States Army Center of Military History dont le contenu se trouve dans le domaine public.